# Kościół Zielonoświątkowy w Indonezji
Kościół Zielonoświątkowy w Indonezji (ang. Pentecostal Church in Indonesia, PCI) – protestancki kościół zielonoświątkowy w Indonezji. Został założony w 1921 roku. Jest to największa denominacja zielonoświątkowa w Indonezji. Kościół liczy ok. 3 miliony wiernych w 12 000 zborach.
PCI ma związek z Kościołem Poczwórnej Ewangelii. Wyznanie wiary kościoła oraz doktryny są podobne do wszystkich kościołów zielonoświątkowych.
PCI znajduje się w Dżakarcie, Tangerang, Cianjur, Medan, Manado, Tegal i innych miastach. PCI również utworzyło oddziały za granicą, np. w Stanach Zjednoczonych, Kanadzie, Malezji, Australii, Korei i Singapurze.